# ابیگوی
ابیگوی (به لاتین: Abigui) در ساحل عاج است که در n'zi-comoé واقع شده‌است.